# 少花顶冰花
少花顶冰花（学名：Gagea pauciflora）为百合科顶冰花属下的一个种。